# H. G. Peter
Harry George Peter (8. března 1880 San Rafael – 2. ledna 1958 Staten Island) byl americký kreslíř, známý pro svou práci na komiksu Wonder Woman pro DC comics.

## Život
Harry George Peter se narodil 8. března 1880 v San Rafaelu v Kalifornii jako nejmladší ze tří sourozenců. Rodiče pocházeli z Francie. Ve svých dvaceti letech kreslil novinové ilustrace pod jménem H. G. Peter a používal přezdívky "Harry" nebo "Pete".
Jeho nejvýznamnějším dílem bylo v roce 1941 oživení amazonské superhrdinky Wonder Woman podle textu a příběhu Williama Moultona Marstona.
Jeho umění Wonder Woman se vyznačuje silným smyslem pro posílení postavení žen a osobitým designem.